# جاکوب اینگبریگسن
جاکوب اینگبریگسن (انگلیسی: Jakob Ingebrigtsen؛ زادهٔ ۱۹ سپتامبر ۲۰۰۰) ورزشکار دو و میدانی اهل نروژ است.